# Burg Salm (Vogesen)
Die Burg Salm (französisch Château de Salm) ist die Ruine einer Felsenburg auf dem Gebiet der französischen Gemeinde La Broque im Département Bas-Rhin (Unterelsass) der Region Grand Est.

## Lage
Die Burgruine liegt auf einer Höhe von 812 m im Staatswald Forêt Domaniale du Donon südwestlich des Weilers Salm auf einem Ausläufer der Höhe, die zum Berg Tête Pelée (856 m) führt.

## Geschichte
Die Gründung der Burg um das Jahr 1200 wird auf den Grafen Heinrich von Salm aus der jüngeren Linie des Hauses Salm zurückgeführt, der Vogt über die Abtei Senones war. Die Burg war der Sitz der Vorderen Grafschaft Salm. Im Dreißigjährigen Krieg wurde die Burg zerstört und ab 1675 größtenteils abgetragen. In der Französischen Revolution wurde das Fürstentum Salm-Salm als die nun von französischem Gebiet umgebene Exklave des Heiligen Römischen Reichs im März 1793 von Frankreich annektiert und dem Département Vosges zugeschlagen. 1898 wurde die Ruine als Kulturdenkmal anerkannt. Seit 2004 finden durch die Association des Veilleurs de Salm Restaurierungsarbeiten statt. Die Ruine ist Eigentum der Französischen Republik.

## Bauten und Anlage
Von der auf einem Bergsporn gelegenen Burg ist vor allem der Unterbau eines bergfriedartigen Turms auf D-förmigem Grundriss mit einem Mantel aus glatten Buntsandsteinquadern erhalten, der auf einem Felsplateau zwischen dem älteren und dem jüngeren Halsgraben steht. Von der Hauptburg existieren nur noch geringe Reste; vergleichsweise gut erhalten ist die Ruine einer überwölbten Zisterne.